# Jean Vincent Félix Lamouroux
Pour les articles homonymes, voir Lamour.
Jean Vincent Félix Lamouroux, né le 3 mai 1779 à Agen et mort le 26 mars 1825 à Caen, est un biologiste français.
Son abréviation botanique est J.V.Lamour..

## Biographie
Son père, Claude Lamouroux (1740-1820), était manufacturier et musicien à Agen (il fut aussi le maire d'Agen en 1791-1792) et fonda avec Lacepède, Jean-Girard Lacuée, futur Comte de Cessac et Jean Florimond Boudon de Saint-Amans, la Société académique d’Agen. Jean-Vincent suivit les cours de Botanique de Boudon de Saint-Amans à l'école centrale d'Agen.
Jean Vincent Félix Lamouroux s'est plus particulièrement intéressé aux organismes marins (algues, hydrozoaires…). Dès 1805, il publie une Dissertation sur plusieurs espèces de Fucus avant de venir s'installer à Paris en 1807, après la faillite de l'usine de toiles indiennes de son père.
Il est nommé en 1807 correspondant de l’Académie des sciences et, en 1808, il devient professeur adjoint d’histoire naturelle à l’Académie de Caen. Il en occupa la chaire de professeur en 1811. Il développa la Société linnéenne du Calvados à laquelle appartiennent son ami Jean-Baptiste Bory de Saint-Vincent, le docteur Jacques-Amand Eudes-Deslongchamps, Dominique François Delise et Sébastien René Lenormand. Il deviendra aussi directeur du Jardin des plantes de Caen.
Il contribue à de nombreux articles des Annales générales des sciences physiques (1819-1821) et du Dictionnaire classique d'histoire naturelle (1822-1831) que met en œuvre Bory de Saint-Vincent, également originaire d'Agen. Il fut l'un des auteurs du volume consacré à l'Histoire naturelle des zoophytes par l'Encyclopédie méthodique (1824).
En 1813, il présente une organisation de la classification des algues que le phycologue anglais Dawson Turner, beau-père du botaniste William Jackson Hooker, adopte et salue comme ingénieuse et donnant une compréhension globale du sujet. On doit entre autres à Jean Vincent Lamouroux la distinction entre algues vertes, brunes et rouges.
En biologie marine, il s'intéresse également aux organismes animaux fixés : 
- Classification des polypiers coralligènes flexibles, vulgairement nommé zoophytes, Caen, 1816 ;
- Exposition méthodique des genres de l'ordre des polypiers, Paris, 1821.

En 1821, il fait paraître le Résumé d’un cours élémentaire de géographie physique exposant les bases de l’aérographie, de l’hydrographie, de l’astronomie et de la géognosie.
Lamouroux s’intéressa aussi aux fossiles : il a découvert avec ses élèves des fossiles de reptiles en Normandie (à l’origine d’une célèbre polémique entre Georges Cuvier et Étienne Geoffroy Saint-Hilaire en 1825-1830) et fit imprimer un traité sur ce sujet .
En 1822, Jules Dumont d'Urville qui a fait ses études à Caen et qui prépare une expédition autour du monde à bord de La Coquille, demande à Lamouroux son appui pour la description des échantillons de polypiers qu'il rapportera de cette exploration.
Par son aura et son engagement scientifiques, Jean Vincent Félix Lamouroux influence Arcisse de Caumont. Il apportera ainsi son soutien au futur fondateur de la société française d'archéologie. Il aura pour élève, ami et successeur dans son poste de professeur à Caen, Eudes-Deslongchamps. À sa mort, sa collection vient enrichir le muséum d'histoire naturelle de Caen.